# Tommaso Dal Pozzo
Tommaso Dal Pozzo (Faenza, 3 novembre 1862 – Faenza, 21 febbraio 1906) è stato un ceramista, pittore e storico dell'arte italiano.

## Biografia
Tomaso (o Tommaso) Dal Pozzo (o Dalpozzo) dopo essersi formato a Faenza presso la scuola di Guido Farina e Antonio Berti, iniziò la sua carriera giovanissimo lavorando come pittore e maiolicaro. Partecipò all'Esposizione di Faenza nel 1887 con alcuni dei suoi lavori. L’anno successivo presentò l’opera “Alle Balze, moto rivoluzionario del 1845” al Concorso per l’illustrazione di episodi risorgimentali per l'Esposizione Emiliana in Bologna. Seppur spesso riconosciuto come tipico artista “politecnico”, si distinse soprattutto come interprete della corrente verista, dedicandosi alle decorazioni ad affresco, alla pittura ad olio e a quella su maiolica. Il Dal Pozzo viene anche ricordato in qualità di illustratore di alcune cartoline. Divenne per breve periodo direttore delle Fabbriche Riunite. Collaborò con la Fabbrica Matteucci. Infine fu direttore della Pinacoteca e del Museo Civico faentini fino all’ anno della sua morte.

## Opere
Numerose sono le opere in cui si attesta la partecipazione del Dal Pozzo: le decorazioni della villa “il Palazzone” a Solarolo, ormai distrutta; nel 1897 il progetto e la decorazione della chiesa di San Bernardo di Faenza e della cappella della Beata Vergine della Provvidenza in S.Margherita; tra il 1898 e il 1899 gli affreschi alla cappella di San Pier Damiano in Cattedrale a Faenza; tra il 1899 e il 1900 il progetto e la decorazione della cappella del SS.Crocifisso nella chiesa dei Cappuccini a Faenza; nel 1904 il restauro della cappella della Concezione in S.Francesco a Faenza.
Sue opere sono conservate a Faenza presso la Pinacoteca comunale, il Museo Internazionale delle Ceramiche, il Museo del Risorgimento, la Biblioteca Comunale e il Cimitero dell'Osservanza.

## Onorificenze
Numerosi furono inoltre i riconoscimenti da lui ricevuti in vita: nel 1887 il Premio dell’Accademia di Belle Arti di Ravenna per due ritratti in ceramica; nel 1888 il Premio all’Esposizione di Bologna per una Marina e una Nevicata (quadri a olio); nel 1891 fu ammesso al Concorso Curlandese della Prima Triennale di Milano; nel 1892 la Medaglia d’argento del Ministero della Pubblica Istruzione all’Esposizione di Modena; nel 1901 la medaglia d’argento all’Esposizione di Rimini; nel 1903 la medaglia d’oro all’Esposizione di Lugo e quella d’argento e di bronzo all’Esposizione di Imola; nel 1904 la medaglia d’argento all’Esposizione di Ravenna.

## Valutazione critica
Nella pittura ad olio mostrò, come ha scritto Marcella Vitali, «mostrò grande sensibilità per il colore realizzando raffinate armonie cromatiche sia nei numerosi ritratti, sia nei suoi famosi paesaggi ma si ricorda anche la sua attività di illustratore (esempio la serie delle Rocche e Castelli di Romagna, pubblicate su cartoline). Analoga abilità mostrò nella pittura su maiolica, nella quale si era esercitato già presso la fabbrica Farina, perfezionandosi nella pittura ad impasto, tanto da realizzare numerosi e famosi ritratti come quello di Achille Farina».